# Høreskadet
Høreskadet er en dansk oplysningsfilm fra 1982 instrueret af Anker efter eget manuskript.

## Handling
Denne artikel mangler et handlingsreferat. Hjælp os med at skrive det.